# Bonnie Claire
Bonnie Claire é uma comunidade não incorporada e cidade fantasma situada no  condado de Nye , estado do Nevada, nos Estados Unidos. A localidade está localizada perto da autoestrada NV-267. 

## História
Um pequeno campo mineiro começou a ser formado na região de Bonnie Claire na década de 1880, quando ali for edificado um engenho mineiro num local conhecido como  Thorp’s Wells. O engenho tratava o minério das três principais minas todas localizadas próximo de Gold Mountain, a cerva de 10 quilómetros a noroeste. O referido engenho operou em pleno século XX e a companhia mineira   Clare Bullfrog Mining Company adquiriu-a pela viragem do século XIX para o século XX. Em 1904 foi ali erigido outro engenho mineiro, "The Bonnie Clare", para tratar minério de todo o distrito mineiro. 
Em 1905, abriu a estação de correios em Thorp.
O campo mineiro continuou sua função a um nível baixo até setembro de 1906, quando recebeu um grande impulso quando o caminho de ferro/estrada de ferro "Bullfrog-Goldfield Railroad" alcançou Thorp. A estação da  Bullfrog-Goldfield Railroad era conhecida como, contudo os residentes não gostavam do nome e quando a cidade foi fundada em outubro de 1906 o nome foi alterado para "Bonnie Claire"..
Em 1914, o declínio das minas em redor de Bonnie Claire (como Rhyolite) assinalaram o princípio do fim da cidade. Em 1925, um milionário de Chicago chamado Alberto Mussey começou a construir de um casa de férias a trinta e dois quilómetros de Bonnie Claire. O projeto ganhou notoriedade pela parceria de Johnson com  Valley Scotty, um prospetor que havia a prospector que captou a atenção dos cabeçalhos dos jornais durante anos com histórias de ouro escondido no Vale da Morte. A referida mansão nunca terminou e é agora conhecida como  Scotty's Castle..

Mais tarde, com a chegada da linha de férrea entre Las Vegas e Tonopah, Bonnie Clare atingiu o seu auge. As atividades mineiras continuaram até ao encerramento da linha férrea em 1928 e a vida rapidamente caiu em retrocesso e Bonnie Claire transformou-se em cidade fantasma. Em 1927, Bonnie Claire tinha apenas dois habitantes.Em 1931, encerrou a estação de correios.
Houve algumas pequenas atividades mineiras entre 1940 e 1954, mas Bonnie Claire foi abandonada desde então..

## Hoje
Na atualidade, o local da antiga cidade é constituído  por um par de edifícios que foram espalhado com o lixo trazido pelas pessoas da atualidade. Encontram-se ainda alguns carros abandonados. Um pequeno poço de mina está localizado  perto dos edifícios, não é claro se o referido poço foi usado nos princípios de Bonnie Claire ou é de tempos mais recentes. 